# 阿傍羅刹
阿傍羅刹（あぼう らせつ）は地獄にいるとされる獄卒である。阿防羅刹、獄卒阿傍、阿防夜叉とも。
現世で悪事をなした人間が地獄に堕ちたとき、彼らによって閻魔のもとにともなわれて行き、百千万歳のあいだ呵責（かしゃく）をあたえられる。

## 概要
阿傍とは「牛頭」（ごず）を差しており、『五苦章句経』では地獄にいる「牛頭人手 両脚牛蹄」の獄卒を阿傍というとある。『大方便仏報恩経』巻2などには「牛頭阿傍」という語が見られ、地獄で亡者を責めている。『賢愚経』巻第1には、「獄卒阿傍」が様々な地獄の責苦を亡者たちに与えると描写されている。
『法華伝記』巻9には「阿防夜叉」という語も見える。死んだ者の前には8人の阿防夜叉が現われるといい、3人は鉄棒（かなぼう）を持ち、2人は火車をかつぎ、1人は鉄縄、1人は神嚢、1人は火籠をさげている。

## 用例
厳密な「阿傍羅刹」という語は仏教における経典にはほぼ登場せず、日本における物語や寺社に関する説話などの表現上に例が多く見られる。文学作品での登場も数多いが特殊な役回りがつくことはあまりなく、そこでの役割は地獄などの死後の世界で亡者たちを呵責することがほとんどを占めている。これらが「阿傍羅刹」という熟語表現が日本で普及をしていった淵源となっている。
- 「阿傍羅刹の忿（いか）れる姿を見るに心迷ひ。牛頭馬頭の烈しき声聞くに肝失ひ」（『宝物集』巻第2[2]）
- 「猛火の炎に身を焦がし、阿防羅刹の前に伏し」（『菩提心集』下）
- 「耳に聞物は、罪人悲啼のこゑ、目みるものは、阿防羅刹のいかれる形也」（『星光寺縁起』下巻 詞四）
- 「阿防羅刹が呵責すらん」（『平家物語』「小教訓」）　――中世文学研究者・御橋悳言（みはし とくごん）は「阿防羅刹とは牛頭馬頭両鬼をいふなるべし」と注している[1]。
- 「鎌倉殿こそ琰魔王（えんまおう）よ親の敵（かたき）に会はむ処こそ琰魔の庁よ 数万人の侍共こそ牛頭馬頭阿防羅刹よ」（真名本『曽我物語』巻七[3]）
- 「鎌倉殿は閻魔王、御前祗候の侍共は獄卒阿防羅刹」（『曽我物語』丸子川の事[4]）
- 「乱るる心のいと責めて、獄卒阿防羅刹の、笞（しもと）の数のひまもなく、打てや打てやと報いの砧（きぬた）」（『砧 (能)』）
- 「落ち行けば地獄の釜を踏み破りあほう羅刹に事を欠かさん」（『真田三代記』[5]　三好為三入道の辞世）
- 「武威を地ごくにふるひなば。いかなる獄卒。牛頭馬頭のあほうらせつ共いへ」（『諸家前太平記』巻4[6]）